# Henriët van der Meer
Henriët van der Meer (Smilde, 20 april 1967) is een Nederlands-Zwitsers voormalig langebaan- en marathonschaatsster.

## Loopbaan
Van der Meer werd in 1989 Nederlands kampioen allround. In 1990 won ze brons. Op de marathon werd Van der Meer in 1993 Nederlandse kampioen op kunstijs. Hierna vestigde ze zich samen met haar partner in Zwitserland. Daar ging ze wederom schaatsen en in 2003 werd ze Zwitsers kampioen allround en zowel in 2003 als 2004 won ze op de Zwitserse afstandskampioenschappen alle afstanden. Namens Zwitserland nam Van der Meer deel aan de Wereldkampioenschappen schaatsen afstanden 2004 op de 5000 meter (15e plaats) en de Europese kampioenschappen schaatsen 2004 (NC23). Tot 20 november 2021 was Van der Meer houdster van het Zwitserse record op de 5000 meter.

## Records

### Persoonlijke records[1]
| Afstand    | Tijd    | Datum            | Baan       |
| ---------- | ------- | ---------------- | ---------- |
| 500 meter  | 43,25   | 27 februari 2004 | Heerenveen |
| 1000 meter | 1.23,96 | 14 februari 2004 | Collalbo   |
| 1500 meter | 2.02,82 | 9 november 2003  | Hamar      |
| 3000 meter | 4.25,31 | 9 januari 2004   | Heerenveen |
| 5000 meter | 7.26,76 | 29 februari 2004 | Heerenveen |

## Privéleven
Van der Meer was gehuwd met schaatser Ronald Bosker en is de moeder van schaatser Marcel Bosker.